# Konrad Krafft von Dellmensingen

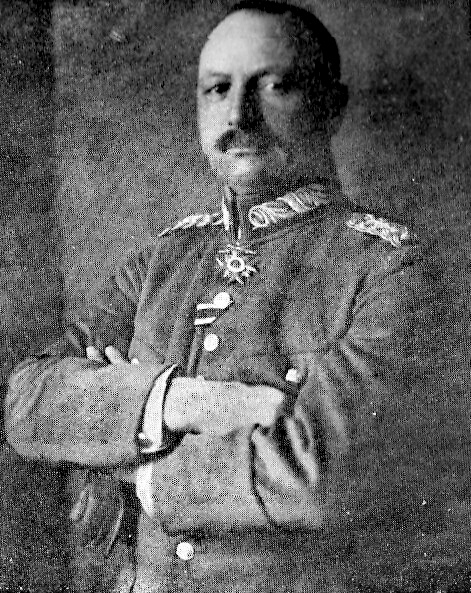
Krafft von Dellmensingen

Konrad Krafft von Dellmensingen (* 24. November 1862 in Laufen; † 22. Februar 1953 in Seeshaupt) war ein bayerischer General der Artillerie. Er gilt als Gründervater der deutschen Gebirgstruppe und war Kommandeur des Deutschen Alpenkorps während des Ersten Weltkriegs.

## Leben
Der Sohn eines Notars erhielt seine Ausbildung im Kadettenkorps. Als Fähnrich trat er am 6. August 1881 in das 4. Feldartillerie-Regiment „König“ der Bayerischen Armee in Augsburg ein und wurde am 1. April 1883 zum Sekondeleutnant befördert. Von 1891 bis 1894 absolvierte Premierleutnant Krafft die Bayerische Kriegsakademie, die ihm die Qualifikation für den Generalstab aussprach. 1895 wurde er Adjutant der 1. Feldartillerie-Brigade und im Jahr darauf zur Zentralstelle des Generalstabs kommandiert.
Am 17. März 1897 kehrte Krafft nach Augsburg zu seinem Stammregiment zurück und wurde als Hauptmann Batteriechef. Am 27. September 1899 trat er als Adjutant in den Generalstab der 2. Division ein, ab 1. Oktober 1902 wieder im Generalstab in München verwendet und im Folgejahr als bayerischer Vertreter für ein Jahr in den Großen Generalstab nach Berlin kommandiert. Am 22. April 1904 zum Major befördert, wurde er am 23. Februar 1906 Abteilungskommandeur im 9. Feldartillerie-Regiment in Landsberg am Lech. Am 16. Februar 1907 wurde er Kommandeur des 11. Feldartillerie-Regiments in Würzburg und am 7. Juli 1907 Oberstleutnant. Am 16. Oktober 1908 wechselte er in das Kriegsministerium, wo er als Sektionschef Dienst tat. Im selben Jahr wurde auch sein Sohn Leopold Krafft von Dellmensingen geboren, am 19. Dezember 1909 wurde er zum Oberst befördert. Am 25. Mai 1911 wurde Krafft Kommandeur der 4. Feldartillerie-Brigade in Würzburg. Am 1. Oktober 1912 stieg er zum Generalmajor und Chef des Generalstabes der Armee sowie Inspektor der Militärbildungsanstalten auf.

## Erster Weltkrieg
Bei Kriegsausbruch wurde er am 2. August 1914 als Chef des Generalstabs der 6. Armee unter Kronprinz Rupprecht von Bayern an die Westfront berufen. Er war im Herbst 1914 an der Schlacht in Lothringen, am folgenden Wettlauf der 6. Armee zum Meer und an den Kämpfen bei Arras beteiligt. Am 19. Mai 1915 wurde er zum Generalleutnant befördert und übernahm das zur Hilfe Österreichs und für den neuen Kriegsschauplatz in Italien aufgestellte Deutsche Alpenkorps.
Nach seiner Aufstellung war es – noch vor Bestehen des Kriegszustands mit Italien bis Herbst 1915 – in den Dolomiten (Travenanzes, Tre Sassi, Sief, Col di Lana, Monte Piano, Sexten) und am Karnischen Hauptkamm im Einsatz. Für den eigentlichen Gebirgskrieg gerüstet wurde das Alpenkorps nur relativ kurze Zeit verwendet.
Schon im April 1916 wurde das Alpenkorps im verlustreichen Großkampf der Schlacht um Verdun eingesetzt. Im September 1916 an den neuen Rumänischen Kriegsschauplatz verlegt, stieß es im neuerlichen Gebirgskrieg durch Siebenbürgen in die Walachei vor. Der Erfolg am Roten-Turm-Pass während der Schlacht bei Hermannstadt machte Krafft von Dellmensingen damals populär. Am 7. März 1917 gab Krafft von Dellmensingen das Alpenkorps an Ludwig von Tutschek ab und wurde Chef des Generalstabes der Heeresgruppe Herzog Albrecht in den Vogesen.
Nach elf italienischen Offensiven in den Isonzoschlachten gegen Österreich-Ungarn waren Hunderttausende von Toten zu beklagen. Krafft von Dellmensingen drängte bei einem Frontbesuch von General Ludendorff auf massive deutsche Hilfe für die bedrängten Österreicher. Am 9. September 1917 wurde er Generalstabschef der zu diesem Zwecke neuaufgestellten 14. Armee unter Otto von Below. Krafft hatte einen bisher ruhigen und vergleichsweise wenig stark besetzten Abschnitt am oberen Isonzo gefunden, der für einen Angriff geeignet war. Zur Schlacht von Karfreit wurden 1.900 schwere Geschütze und Minenwerfer in Stellung gebracht, und 1.000 Gasgranaten für den Einsatz durch Spezialtruppen vorbereitet. Die neuen Kampfstoffe Blaukreuz und das hochgiftige Grünkreuz sollten durch Buntschießen die italienischen Stellungen lahmlegen. General Krafft von Dellmensingen war einer der befehlshabenden Truppenführer während der Zwölften Isonzoschlacht. Zwischen dem 24. und 27. Oktober 1917 durchbrachen die deutschen und k.u.k.-Truppen die italienischen Stellungen bei Karfreit, Flitsch und Tolmein und stießen zum Fluss Tagliamento vor. Dieser Durchbruch ging als das Wunder von Karfreit in die Kriegsgeschichte ein. General Krafft von Dellmensingen wurde dafür mit dem Großkreuz des Militär-Max-Joseph-Ordens ausgezeichnet.
Ab 1. Februar 1918 leitete Krafft den Generalstab der 17. Armee im Raum Cambrai. Bei der deutschen Frühjahrsoffensive konnten die Truppen dieses Abschnittes die erwarteten Angriffsziele nicht erreichen. Am 8. April 1918 wurde er zum General der Artillerie befördert, am 19. April ersetzte er Otto von Stetten als Kommandierenden General des II. Armee-Korps.
Im November wurde Krafft von Dellmensingen erneut nach Italien geschickt, um einen möglichen italienischen Angriff über den Brennerpass abzuwehren. Österreich-Ungarn war am Zusammenbrechen. Krafft und seine Männer besetzten die Festung Franzensfeste an der Brennerbahnlinie und führten Patrouillen bis nach Brixen durch, während andere Truppen ins Passeiertal geschickt wurden, um St. Leonhard, Landeck, den Jaufenpass und Sterzing zu besetzen.
Der Waffenstillstand von Villa Giusti vom 4. November zwischen Italien und Österreich-Ungarn untersagte deutschen Truppen den Aufenthalt in Österreich. Der italienische Oberbefehlshaber befahl, die Festung Franzensfeste zu besetzen und zum Brennerpass vorzustoßen, während andere Einheiten in Richtung Jaufenpass und Sterzing angreifen sollten. Krafft organisierte keinen energischen Widerstand. Der Rückzug der Bayern ermöglichte es den Italienern, am 9. November Franzensfeste und im Morgengrauen des 10. November auch den Brennerpass kampflos einzunehmen, während die italienischen Alpentruppen Sterzing und Toblach besetzten.
Nach dem Krieg wurde Krafft am 4. Dezember 1918 zur Disposition gestellt, im Ruhestand wurde er Anlaufstelle für republikfeindliche Kräfte in Bayern. Ab Januar 1920 wurde ein geheimer Verschwörerkreis aufgebaut; in der Bayerischen Königspartei (BKP) reiften Pläne für einen monarchistischen Umsturz heran. Es sollte eine Militärdiktatur errichtet werden; Krafft von Dellmensingen sollte die vollziehende Gewalt übernehmen. Diese Vorbereitungen zur Machtübernahme in der sogenannten Ordnungszelle Bayern wurden freilich jäh unterbrochen, als Kapp und Lüttwitz im März 1920 in Berlin putschten.

## Traditionspflege
Im Frühjahr 1937 erhielt die neue Kaserne in Garmisch den Namen General-von-Dellmensingen-Kaserne. Am 25. Juni 1945 ordnete die US-Militärregierung in Bayern an, dass alle Straßen, Plätze und Gebäude mit nationalsozialistisch belasteten Namen umzubenennen seien. In Garmisch wurden u. a. die Namen Ritter-von-Epp-Kaserne und Krafft-von-Dellmensingen-Kaserne getilgt. Am 9. Juli 1975 erhielt diese Liegenschaft erneut den Namen Krafft-von-Dellmensingen-Kaserne. Am 30. März 1994 zog die 1. Gebirgsdivision der Bundeswehr von der Dellmensingen-Kaserne in Garmisch in die Bayern-Kaserne nach München um. Die Liegenschaft wurde aufgelöst und die Gebäude wurden von der US-Artillery Kaserne vereinnahmt. Dort sind heute Teile des deutsch-amerikanischen George C. Marshall Europäisches Zentrum für Sicherheitsstudien sowie das Bundeswehr-Gebirgsmusikkorps untergebracht. Am 29. Juni 2011 wurden die Bronzebuchstaben „Krafft-von-Dellmensingen-Kaserne“ über dem Eingang der Liegenschaft entfernt.

## Antisemitische und rassistische Aussagen
Konrad Krafft von Dellmensingen hat sich in seinen Aufzeichnungen mehrfach über Juden und andere Gruppen bzw. Völker geäußert. So hielt er, als er 1903 nach Belgrad reiste, fest „Rassefiguren und -köpfe in viel größerer Zahl als bei uns“ und serbische Bauern wiesen für ihn teilweise jüdischen „Rasseeinschlag“ auf. Kraffts Biograf Müller vermerkt ferner: „Vergleicht man Kraffts Bemerkungen über Juden in vor 1914/1918 niedergeschriebenen persönlichen Aufzeichnungen mit solchen, die danach (und bis weit nach dem Zweiten Weltkrieg) erfolgten, findet sich auch in seinem Falle Hermann Rumschöttels Aussage bestätigt. 'Solch blühende Judenfeindschaft im Nachkriegs-Bayern hatte sich nur aus kräftigen Knospen der Vorkriegsjahre entwickeln können. Einer der Träger des Antisemitismus war das bayerische Offizierskorps.' – und Krafft einer seiner profiliertesten Vertreter!“ Zu Beginn des Zweiten Weltkriegs war für Krafft der wahre Feind das sogenannte „Weltjudentum“, das jetzt „seinen großen Krieg gegen seine geschworenen Feinde“ hatte. Es war dies für ihn „der Krieg der Juden gegen Deutschland“, – „denn alle englischen Kriegstreiber sind Juden oder Judenstämmlinge“. Krafft gemäß war es nicht „zu vermeiden'“ gewesen, den erneuten „schweren Kampf'“, dessen „Ende (...) auch nicht abzusehen (ist), bevor nicht die Frage aller Fragen gelöst“ war, als den „Vernichtungskrieg gegen das Welt-Judentum zu führen.“ Selbst noch nach Kriegsende, bestand für Krafft keine Ursache seine Sichtweise zu ändern, Müller zitiert ihn, der soeben befreiten Häftlingen aus dem Dachauer KZ begegnet war: „Am Morgen wurden die KZ-Sträflinge in hellen Haufen auf das Dorf losgelassen. Sie quartierten sich zum Teil auch in den Dachräumen ein, und wir hatten dort Menschen aller Länder (… vornehmlich Juden)“. Thomas Müller zufolge habe Krafft auch nach dem Krieg nationalsozialistisches Gedankengut vertreten: „Was die 'Judenfrage' überhaupt betrifft, vertrat er bis zu seinem Lebensende Ansichten, die auch jeder NS-Parteifunktionär ohne weiteres hätte äußern können. Den Holocaust begriff er in seiner ganzen Dimension niemals, bestenfalls verdrängte er ihn als etwas, was Deutsche nicht getan haben konnten aber eben dennoch getan hatten...“.

## Ehrungen
- Pour le mérite mit Eichenlaub
  - Pour le mérite am 13. September 1916
  - Eichenlaub am 11. Dezember 1916
- Komtur des Württembergischen Militärverdienstordens am 11. September 1917[14]
- Bayerischer Militärverdienstorden II. Klasse mit Schwertern
- Orden der Eisernen Krone I. Klasse

## Werke
- Der Durchbruch am Isonzo. Teil 1: Die Schlacht von Tolmein und Flitsch. (24. bis 27. Oktober 1917), 2. Auflage, Stalling, Oldenburg u. a. 1928 (= Schlachten des Weltkrieges. Bearbeitet und herausgegeben im Auftrag und unter Mitwirkung des Reichsarchivs. Bd. 12).
- Das Bayernbuch vom Weltkriege 1914–1918. Ein Volksbuch. 2 Bände, Belser Verlagsbuchhandlung, Stuttgart 1930.
- Der Durchbruch. Studie an Hand der Vorgänge des Weltkrieges 1914–1918. Hanseatische Verlagsanstalt Hamburg, Ausgabe 1937. Gesamt 463 Seiten mit 25 Kartenskizzen in 3 großen Faltblättern im Anhang.